# Van der Loeff

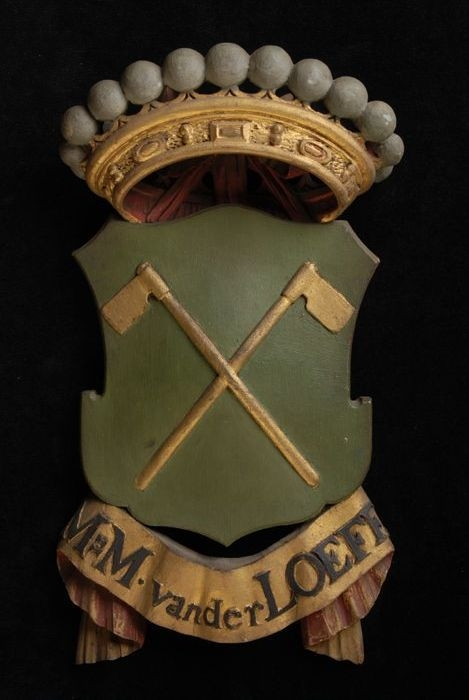
Wapenschild van Manta Meijndert van der Loeff (1752-1823), gasthuisregent in Rotterdam.

Van der Loeff (ook: Rutgers van der Loeff, Schim van der Loeff en Verniers van der Loeff) is de naam van een Nederlands patriciërsgeslacht.

## Geschiedenis
Stamvader van de familie is Steven Lubbertsz. uit Ingen, die zich aan het begin van de 17e eeuw in Rotterdam vestigde. Zijn gelijknamige kleinzoon voerde de naam Loef, wat in volgende generaties veranderde naar Van der Loef(f). De familie bracht meerdere predikanten, juristen en politici voort. Doordat kinderen soms met naam en toenaam naar familieleden werden vernoemd, ontstonden de takken Schim van der Loeff, Rutgers van der Loeff en Verniers van der Loeff.
De familie werd in 1913 opgenomen in het genealogische naslagwerk het Nederland's Patriciaat, met aanvullingen in latere edities.

## Familiewapen
Het wapen van de familie Van der Loeff bestaat uit een groen schild met daarop twee schuingekruiste bijlen. De dekkleden zijn zilver en groen en het helmteken is een rechtop gestelde zilveren bijl. Een 18e-eeuws wapenschild van Manta Meijndert van der Loeff, regent van het gasthuis in Rotterdam, is bewaard gebleven in het Museum Rotterdam.
De tak Rutgers van der Loeff voert hetzelfde wapen. De takken Schim van der Loeff en Verniers van der Loeff voeren een gevierendeeld wapen, met in de kwartieren I en IV het wapen Van der Loeff en in de andere twee kwartieren respectievelijk het wapen Schim en Verniers.

## Enkele telgen
Manta van der Loef (1687-1729), groothandelaar in tabak
- Meijndert van der Loeff (1720-1760), makelaar in effecten
  - Manta Meijndert van der Loeff (1752-1823), notaris en makelaar, regent van het gasthuis. Hij is getrouwd met Elisabeth Schim (1750-1784).
    - Abraham Schim van der Loeff (1778-1839), predikant. Hij trouwde met Johanna Dorothea Rutgers (1779-1859).
      - Manta Meijndert Schim van der Loeff (1803-1870), predikant
        - Herman Pieter Schim van der Loeff (1837-1906), predikant
          - Manta Meindert Schim van der Loeff (1865-1923), advocaat, lid Tweede Kamer

      - dr. Abraham Rutgers van der Loeff (1808-1885), predikant, ridder MWO
        - Abraham Rutgers van der Loeff (1839-1886), predikant
          - drs. Johan Diederik Rutgers van der Loeff (1874-1945), bibliothecaris
            - Anna Hermina Rutgers van der Loeff (1910-2007), beeldhouwster. Zij trouwde met Frederik Hoevenagel (1902-1988), beeldhouwer.

        - mr. Michael Rutgers van der Loeff (1840-1899), advocaat en procureur, lid Provinciale Staten van Groningen
          - mr. Paulus Adrianus Rutgers van der Loeff (1870-1949), vice-president Gerechtshof Amsterdam
            - dr. Michael Rutgers van der Loeff (1905), bedrijfsingenieur. Hij trouwde met Annie Maria Margaretha Basenau (1910-1990), schrijfster, bekend als An Rutgers van der Loeff.

        - Theodoor Rutgers van der Loeff (1846-1917), burgemeester van de Wijk en Zuidlaren
        - Manta Rutgers van der Loeff (1848-1889), predikant
          - Manta Rutgers van der Loeff (1881-), kolonel infanterie. Hij trouwde met Frieda Mielziner (1877-1948), schilderes, bekend als Frieda Rutgers van der Loeff
- Stefanus van der Loeff (1724-1783), burgemeester van Veere
  - mr. Manta Stephanus van der Loeff (1746-1816), burgemeester van Veere
    - Cornelis Verniers van der Loeff (1776-1828), belastingontvanger, burgemeester van Kampens Nieuwland
      - Hermanus Adrienus Verniers van der Loeff (1797-1866), hoofd-adm. Departement van Financiën
        - mr. Herman Cornelis Verniers van der Loeff (1831-1891), advocaat, lid Gedeputeerde Staten, lid Tweede Kamer

## Foto's

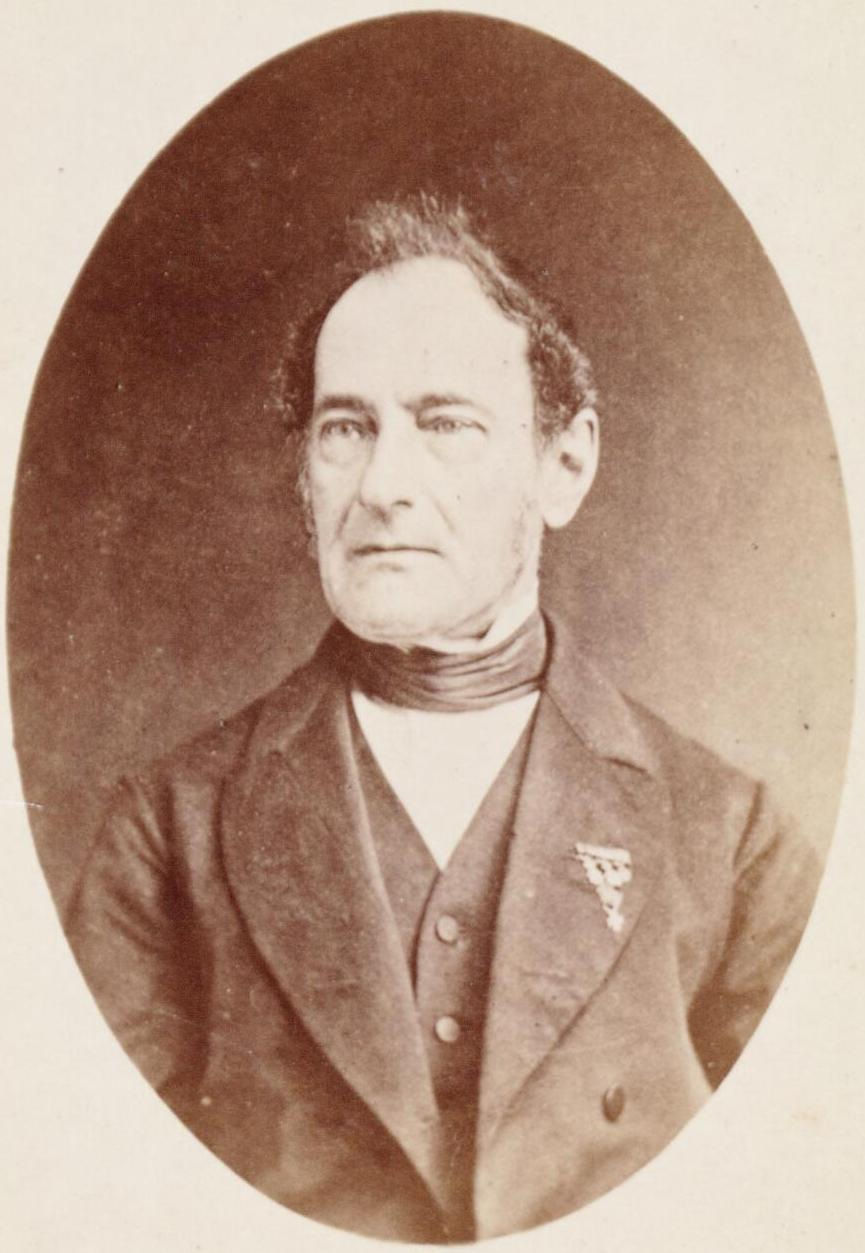
Abraham Rutgers van der Loeff (1808-1885)
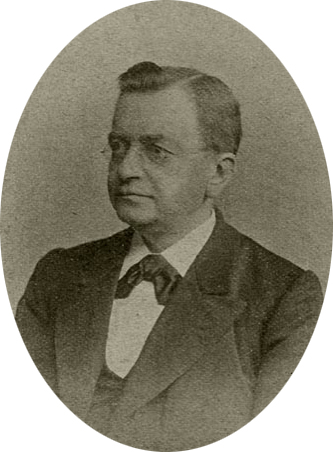
Herman Pieter Schim van der Loeff (1837-1906)

Geslachten die opgenomen zijn in het sinds 1910 verschijnende genealogische naslagwerk Nederland's Patriciaat. Lijst volgens opgave van het CBG Centrum voor familiegeschiedenis.
A · B · C · D · E · F · G · H · I · J · K · L · M · N · O · P · Q · R · S · T · U · V · W · Y · Z